# Andrėjus Tereškinas
Andrėjus Tereškinas (Telšiai, 10 dicembre 1970) è un ex calciatore lituano, di ruolo difensore.

## Carriera
Ha giocato in Lituania, in Russia ed in Inghilterra.

## Palmarès

### Club

#### Competizioni nazionali
- Campionato lituano: 2

Žalgiris: 1991, 1991-1992
- Coppa di Lituania: 3

Žalgiris: 1991, 1992-1993, 1993-1994
- Campionato lettone: 4

Skonto: 1998, 1999, 2000, 2001
- Coppa di Lettonia: 3

Skonto: 1998, 2000, 2001

### Nazionale
- Coppa del Baltico: 1

1994